# Relaciones de Cardano-Vieta
Sea el polinomio {\displaystyle P(z)=a_{0}+a_{1}z+a_{2}z^{2}+a_{3}z^{3}+...+a_{k}z^{k}\,} perteneciente a C[z], de grado k y coeficientes en el cuerpo ℂ de los números complejos, y sean sus k raíces {\displaystyle z_{1},z_{2},z_{3},...,z_{k}\,} (pertenecientes a C ), entonces se satisfacen exactamente las siguientes k distintas igualdades :
{\displaystyle z_{1}\cdot z_{2}\cdot z_{3}\cdot ...\cdot z_{k}=(-1)^{k}\cdot {a_{0} \over a_{k}}}
{\displaystyle z_{1}\cdot z_{2}\cdot z_{3}\cdot ...\cdot z_{k-1}+...+z_{2}\cdot z_{3}\cdot ...z_{k}=(-1)^{k-1}\cdot {a_{1} \over a_{k}}}
| . | . | . |

{\displaystyle z_{1}\cdot z_{2}\cdot z_{3}\cdot ...\cdot z_{j}+...+z_{k-j+1}\cdot z_{k-j+2}\cdot ...z_{k}=(-1)^{j}\cdot {a_{k-j} \over a_{k}}}
| . | . | . |

{\displaystyle z_{1}\cdot z_{2}+z_{1}\cdot z_{3}+...+z_{k-1}\cdot z_{k}=(-1)^{2}\cdot {a_{k-2} \over a_{k}}={a_{k-2} \over a_{k}}}
{\displaystyle z_{1}+z_{2}+z_{3}+...+z_{k}={(-1)^{1}\cdot a_{k-1} \over a_{k}}=-{a_{k-1} \over a_{k}}}
Cada ecuación sumará todos los posibles productos que se formarán con j raíces y lo igualará el cociente (con su signo correspondiente) entre el coeficiente j-ésimo del polinomio y el coeficiente principal del polinomio.
Estas relaciones sirven sobre todo para obtener determinados polinomios conocidas sus raíces. Cabe destacar que si conocemos k raíces de un polinomio de grado k, podremos encontrar a partir de estas relaciones un único polinomio de grado k que posea estas raíces (a menos de una constante multiplicativa).

## Demostración
Factorizamos el polinomio:
{\displaystyle P(z)=a_{0}+a_{1}z+a_{2}z^{2}+a_{3}z^{3}+...+a_{k}z^{k}=a_{k}(z-z_{1})(z-z_{2})(z-z_{3})\cdots (z-z_{k})\,}
Y realizamos el producto del miembro de la derecha y comparamos los coeficientes de cada término {\displaystyle z^{j}}, donde {\displaystyle 0\leq j<k}:
{\displaystyle a_{k-1}=(-1)^{1}\cdot a_{k}\cdot (z_{1}+z_{2}+z_{3}+...+z_{k})}
{\displaystyle a_{k-2}=(-1)^{2}\cdot a_{k}\cdot (z_{1}\cdot z_{2}+z_{1}\cdot z_{3}+...+z_{k-1}\cdot z_{k})}
{\displaystyle \ldots }
{\displaystyle a_{j}=(-1)^{k-j}\cdot a_{k}\cdot (z_{1}\cdot z_{2}\cdot z_{3}\cdot ...\cdot z_{j}+...+z_{k-j+1}\cdot z_{k-j+2}\cdot ...z_{k})}
{\displaystyle \ldots }
{\displaystyle a_{1}=(-1)^{k-1}\cdot a_{k}\cdot (z_{1}\cdot z_{2}\cdot z_{3}\cdot ...\cdot z_{k-1}+...+z_{2}\cdot z_{3}\cdot ...z_{k})}
{\displaystyle a_{0}=(-1)^{k}\cdot a_{k}\cdot (z_{1}\cdot z_{2}\cdot z_{3}\cdot ...\cdot z_{k})}
De aquí ya se obtienen de inmediato las fórmulas de Cardano-Vieta.